# St. Petersburg Open Invitational
O St. Petersburg Open Invitational, originalmente St. Petersburg Open, foi um torneio de golfe que integrava o calendário oficial do PGA Tour. Bob Goalby venceu o evento de 1961, após fazer oito birdies consecutivos na rodada final, recorde do PGA Tour à época. Outros jogadores de golfe alcançaram o recorde de Goalby e, até 2009, ninguém o havia superado. Entre os anos de 1943 e 1945, o torneio não foi realizado, por causa da Segunda Guerra Mundial.